# Maiden Castle (Dorset)
Maiden Castle er et voldsted fra jernalderen, som ligger 2,6 km sydvest for Dorchester i det engelske county Dorset.
De tidligste arkæologiske tegn på menneskelig aktivitet i området består af en række volde og banker fra yngre stenalder. Omkring 1800 f.v.t., under bronzealderen, blev stedet brugt til at dyrke afgrøder, og herefter blev det forladt. Maiden Castle selv blev bygget omkring år 600 f.v.t., og den tidlige fase var et relativt lille område på 16 hektar og ganske simple, og som minder meget om lignende voldsteder fra Storbritannien. Omkring 450 f.v.t. blev voldstedet udvidet kraftigt, og omkransede område blev tredoblet i omfang til omkring 47 hektar, hvilket gør det til det største voldsted i Storbritannien, og ifølge nogle definitioner det største i Europa. På samme tid blev Maiden Castles forsvarsværker gjort mere komplekse med tilføjelse af yderligere mure og volde og voldgrave. Omkring år 100 f.v.t. begyndte der en nedgang i beboelsen på fæstningen, og blev koncentreret omkring den østlige del af området. Den blev beboet mindst indtil dem romerske periode, hvorområdet var under den keltiske stamme Durotriges' kontrol.
Efter den romerske erobring af Britannien i det første århundrede synes Maiden Castle at være blevet forladt, selvom romerne muligvis har en militær tilstedeværelse på stedet. I slutningen af 300-tallet blev der opført et tempel og sekundære bygninger. I 500-tallet blev voldstedet fuldstændig forladt, og det blev brugt som landbrugsjord i middelalderen.
Maiden Castle var inspiration for komponisten John Ireland og forfatterne Thomas Hardy og John Cowper Powys. Forskning i voldsteder blev populariseret i 1800-tallet af arkæologen Augustus Pitt Rivers. I 1930'erne foretog arkæologerne Mortimer Wheeler og Tessa Verney Wheeler de første arkæologiske udgarvninger af Maiden Castle, hvilket gjorde voldstedet mere kendt i offentligheden. Der blev udført yderligere udgravninger under Niall Sharples, som gav mere viden om stedet, og hvor en del blev repareret som følge af det store antal besøgende på stedet. I dag er Maiden Castle beskyttet som Scheduled Ancient Monument og det drives af English Heritage.